# Boloria selenia
Boloria selenia är en fjärilsart som beskrevs av Freyer 1850. Boloria selenia ingår i släktet Boloria och familjen praktfjärilar. Inga underarter finns listade i Catalogue of Life.